# کانتون چینچیپه
کانتون چینچیپه (به اسپانیایی: Cantón Chinchipe) یک منطقهٔ مسکونی در اکوادور است که در استان زامورا-چینچیپ واقع شده‌است.

## خصوصیات
کانتون چینچیپه ۸٬۴۹۵ نفر جمعیت دارد.